# Carl Weichselbaumer
Carl Weichselbaumer (* 8. August 1791 in München; † 11. Januar 1871 ebenda) war ein deutscher Schriftsteller.
Nach dem Abitur am (heutigen) Wilhelmsgymnasium München studierte Weichselbaumer von 1809 bis 1813 an der Universität Landshut, wo er mit der Arbeit Über die Verwandtschaft und Verschiedenheit der Poesie und Philosophie den Grad eines Doktors der Philosophie erlangte. 1815 wurde er Verwaltungsangestellter in München.
Mit der Thronbesteigung Ludwigs I. 1825 wurde er in dessen Kabinett berufen. 1832 wurde er geheimer Sekretär im Ministerium des königlichen Hauses und des Äußeren, 1837 Rat und Hofkultusadministrator beim Oberhofmeisterstab.
Weichselbaumer wurde vor allem als Autor antikisierender historischer Dramen bekannt, die schon zu seinen Lebzeiten wenig Erfolg auf dem Theater hatten. Sein Drama Die Hermannschlacht wurde, von Hippolyte Chelard als große romantische Oper vertont, 1835 in München uraufgeführt. Außerdem verfasste er eine größere Anzahl historischer und romantischer Erzählungen und veröffentlichte einige Gedichtsammlungen.
Mit Datum vom 23. April 1836 verlieh ihm König Ludwig I. die goldene Ehrenmünze des Verdienstordens der Bayerischen Krone.

## Werke
Dramen
- Cincinnatus. Drama.
- Pyrrhus und Fabricius. Drama.
- Niobe, Königinn von Theben. Drama.
- Dido, Königin von Karthago. Drama.
- Menoekeus. Drama.
- Oenone. Drama.
- Cromwell. Drama.
- Die Belagerung von Calais. Drama.
- Aventin. Drama.
- Tassilo. Drama.
- Die Langobarden. Drama.
- Wladimirs Söhne. Drama.

Erzählungen
- Egilone. Erzählung.
- Wissenschaft und Leben. Eine philosophische Skizze.

Lyrik
- Des Sängers Schwanenlied. Stanzen.
- Tutti Frutti eines Süddeutschen. 1837.
- Ein deutsches Lied. 1844.
- Gedichte. 1855.